# Pepita Jiménez (ópera)
Pepita Jiménez es una comedia lírica u ópera cómica en dos actos estrenada primero con un solo acto. Su música fue escrita por el compositor español Isaac Albéniz. La ópera original usaba un libretto inglés del colaborador británico de Albéniz Barón Francis Money-Coutts, el cual se basó en la novela homónima de Juan Valera. La ópera fue más tarde adaptada muchas veces, primero por su compositor y más tarde por otros, a numerosos lenguajes y diferentes montajes, incluidos tanto una versión de dos actos como de tres actos.

## Historia
La primera de las tres versiones del compositor de Pepita Jiménez fue escrita en París durante el año 1895 y se representó como una ópera en un acto usando una traducción al italiano del libreto original en inglés de Angelo Bignotti. Se estrenó el 5 de enero de 1896 en el Gran Teatro del Liceo de Barcelona, España con Emma Zilli interpretando al rol titular. Originalmente la primera Pepita iba a ser la soprano rumana Hariclea Darclée, pero probablemente debido a retrasos de la producción el papel pasó a Zilli. La obra no fue bien recibida en su primera forma y Albéniz nunca publicó esta versión, decidiendo en lugar de ello revisar la partitura inmediatamente.
Durante 1896 una versión ampliada en dos actos fue terminada, y se empezó a preparar su producción en el Deutsches Landestheater de Praga, publicada por Breitkopf & Härtel en una traducción al alemán por Oskar Berggruen. Esta versión, interpretada el 22 de junio de 1897 bajo Franz Schalk, tuvo algo más de éxito, pero no suficiente para ser repuesta en las siguientes temporadas.
Siguió viviendo en París, Albéniz, quien era ante todo un pianista, se vio más y más influido por los compositores franceses, en particular Paul Dukas, quien lo ayudó en la orquestación. Así, Albéniz de nuevo asumió la ópera, añadiendo instrumentos adicionales y enriqueciendo su orquestación. Esta versión fue publicada por Breitkopf & Härtel en 1904. Se estrenó en una traducción francesa de Joseph de Marliave en el Teatro Real de la Moneda en Bruselas el 3 de enero de 1905 bajo dirección de Sylvain Dupuis. Albéniz murió en 1909 a los 48 años de edad de un fallo renal sin revisar más la ópera.
Aunque la versión de Albéniz del año 1905 de la ópera fue la más exitosa de las tres versiones, producciones posteriores fueron esporádicas e infrecuentes, y padecieron revisiones musicales y de la trama a manos de otros compositores. Pablo Sorozábal, un compositor de zarzuela bien conocido, la modificó para transformarla en una tragedia en tres actos con la heroína suicidándose al final por su corazón roto. La versión de Sorozábal fue interpretada  en el Teatro de la Zarzuela en Madrid el 6 de junio de 1964, con Pilar Lorengar como Pepita y Alfredo Kraus como Don Luis. Esta versión también se usó en la primera grabación protagonizada por Teresa Berganza como Pepita y lanzada en 1967 en un elepé de Columbia (SCE 931/2).

## Personajes
| Personaje                                           | Tesitura     | Reparto del estreno, 5 de enero de 1896 (Director: Vittorio Vanzo) | Versión de 2 actos revisada, 3 de enero de 1905 (Director: Sylvain Depuis) |
| --------------------------------------------------- | ------------ | ------------------------------------------------------------------ | -------------------------------------------------------------------------- |
| Pepita Jiménez, una joven viuda                     | soprano      | Emma Zilli (o Zilly)                                               | Mme Baux                                                                   |
| Don Luis de Vargas, un joven estudiante de teología | tenor        | Oreste Gennari (o Genaro)                                          | M. David                                                                   |
| Antoñona, su criada                                 | mezzosoprano | Carlotta Calvi-Calvi                                               | Jeanne Maubourg                                                            |
| Don Pedro de Vargas, padre de Luis                  | barítono     | Marco Barba                                                        | Pierre d'Assy                                                              |
| Vicar                                               | bajo         | Oreste Luppi                                                       | Hippolyte Belhomme                                                         |
| Conde Genazahar, un jovial joven oficial            | barítono     | Achille Tisseyre                                                   | Alexis Boyer                                                               |
| 1.er Oficial                                        | tenor        | Antonio Oliver                                                     | Armand Crabbé                                                              |
| 2.º Oficial                                         | barítono     | Alfredo Serazzi                                                    | M. Lubet                                                                   |

## Argumento
- Época: mediados del siglo XIX
- Lugar: un pueblo en Andalucía

La historia empieza en un día de mayo celebrando la fiesta del Niño Salvador. Pepita Jiménez, una muchacha de 19 años de edad, acaba de enviudar. Se casó con su viejo tío, de 80 años de edad, don Gumersindo, un rico prestamista, desde que tenía 16 años de edad y ahora está en posesión de su gran fortuna. Pepita tiene varios pretendientes, entre ellos el conde Genazahar, que le debe dinero, y don Pedro de Vargas, un miembro de la comunidad muy respetado y próspero. Pepita, sin embargo, sólo tiene ojos por el hijo de don Pedro, don Luis, un guapo y joven seminarista que flirtea con ella desvergonzadamente. Ella le confiesa su amor al cura del pueblo, y él a su vez la insta a olvidarlo pues se supone que él debe seguir una llamada superior.
Mientras tanto, la peleona pero cariñosa doncella de Pepita, Antoñona, revela a don Pedro el amor de su ama por su hijo, mientras que simultáneamente se burla de él por suscitar tal flirteo. Aunque al principio queda sorprendido por esta revelación, don Pedro se aguanta sus propios sentimientos por Pepita y decide ayudar al romance de los jóvenes junto con Antoñona. Pepita vuelve de su encuentro con el cura y se topa con don Luis, a quien ella ha decidido permitir seguir su vocación. Del mismo modo, don Luis se ha dado cuenta entonces que ama a Pepita, pero decide resistirse a la tentación. Justo cuando los dos se van a separar para siempre, Antoñona interrumpe y hace que don Luis prometa ver a Pepita una vez más antes de que él abandone la ciudad.
Después de dejar a Pepita, Don Luis oye al conde Genazahar, al que Pepita acaba de rechazar, haciendo insultantes comentarios sobre ella a sus dos oficiales. Luis se enoja y desafía al conde a un duelo. El conde resulta herido y Luis queda victorioso. Cuando don Luis vuelve a ver a Pepita, ella no puede callarse sus verdaderos sentimientos. Frenética, le informa de que su vida estará perdida por su vocación, y ella se encierra en su habitación. Don Luis, temiendo que se suicide, entra a la fuerza en la habitación de Pepita y los dos se unen en un abrazo, para felicidad de Antoñona.

## Análisis musical
En un artículo que acompaña a la grabación de 2006, Walter Aaron Clark, escribe: 

"En Pepita Jiménez, Albéniz busca crear una ópera nacional española a través de una amalgama de tres grandes tendencias en el teatro musical contemporáneo: uso de elementos folclóricos regionales, una práctica que toma prestada de la zarzuela; un lirismo puccinesco en el que la orquesta a menudo refuerza la voz; e innovaciones músico-dramáticas wagnerianas, incluyendo comentario musical continua en la orquesta infundida con referencias musicales a lugares y gentes a la manera de un Leitmotiv."
La música de Albéniz utiliza sorprendentes ritmos y figuas melódicas cromáticas decorativas que son un recuerdo de la música folclórica andaluza. Su música es lírica y las "atrayentes líneas vocales entran y salen de una textura plenamente orquestal que continuamente anma la obra". Para representar el día de fiesta, Albéniz usa tanto un coro de ópera como coro de niños. También incorpora una significativa cantidad de música de baile en las escenas festivas de la ópera.

## Grabación
El director y musicólogo español José de Eusebio ha reunido y grabado una edición crítica de la versión de Albéniz del año 1905. La Guía Penquin escribe sobre esta grabación que las "muchas cualidades atractivas" [de la ópera]... la escritura en un dulce idioma español tiene gran cantidad de color en la orquestación. ... VVívido sonido."
Albéniz: Pepita Jiménez   - Orquesta y Coro de la Comunidad de Madrid
- Director: José de Eusebio
- Principales intérpretes: Carol Vaness (Pepita Jiménez), Plácido Domingo (Don Luis de Vargas), Jane Henschel (Antoñona), Enrique Baquerizo (Don Pedro de Vargas), Carlos Chausson (Cura), José Antonio López (Conde Genazahar) Ángel Rodríguez (primer oficial), Federico Gallar (segundo oficial)
- Grabado en el Teatro Bulevar de Torrelodones, Madrid, julio de 2004 y junio de 2005
- Sello discográfico: Deutsche Grammophon - 000747202 (CD)